# Villaseca de Uceda
Villaseca de Uceda è un comune spagnolo di 48 abitanti situato nella comunità autonoma di Castiglia-La Mancia.